# فرناز ناظرزاده کرمانی
فرناز ناظرزاده کرمانی (زاده ۱۳۳۳) پژوهشگر، نویسنده و استاد دانشگاه در رشته‌های جامعه‌شناسی سیاسی، فلسفه و اصول علم است.

## زندگی‌نامه
ناظرزاده کرمانی در ۱۳۳۳ در تهران زاده شد و در رشته حقوق قضایی در دانشگاه تهران به تحصیل پرداخت و کارشناسی ارشد خود را در روابط بین‌المللی از دانشگاه داکوتای شمالی گرفت و دکترایش را در علوم سیاسی در دانشگاه تربیت مدرس اخذ کرد. همچنین دوره ۴ ساله فلسفه کلاسیک یونان را در دانشگاه آتن گذرانید.

### مقاله‌ها
از مقالات او می‌توان به آثار زیر اشاره کرد :
- «کییر کگارد فیلسوف از یاد رفته» ۱۳۷۰
- «فلسفه سیاسی هراکلیتوس» ۱۳۷۲
- «دوره معرفت دینی از دیدگاه فارابی»
- «نگاهی به مفهوم پلیس یونانی»

### کتاب‌ها
- ۱۳۷۶ - «فلسفه سیاسی فارابی از دیدگاه فلسفه تطبیقی»
- ۱۳۶۶ «فریاد یک مادر» به زبان ترکی استانبولی
- معرفی مکتب‌های فلسفی هند، ساتیش چاندرا چاترچی، موهان داتا دریندرا، فرناز ناظرزاده کرمانی (مترجم)، قم: حوزه علمیه قم، ۱۳۸۴